# 権徳輿
権 徳輿（けん とくよ、759年 - 818年）は、唐代の文人・官僚・政治家。字は載之。本貫は秦州隴城県。

## 経歴
権皋の子として生まれた。4歳で詩を作ることができた。7歳で父の喪に服し、孝行で知られた。15歳のときに文章数百篇を作り、『童蒙集』10巻を編纂した。韓洄が淮南黜陟使に赴任すると、徳輿は召し出されて従事となった。秘書省校書郎として試用された。貞元初年、江西観察使の李兼の下で判官となった。監察御史に転じた。江西から離任すると、杜佑・裴冑が徳輿を招請したいという上表が同日に長安に届いた。徳輿は徳宗に召し出されて太常博士となり、左補闕に転じた。貞元8年（792年）、関東・淮南・浙西の州県で洪水が起こると、徳輿は救恤の詔を降すよう求める上疏をおこなった。裴延齢の推挙により判度支となった。貞元9年（793年）、判度支のまま、司農寺少卿から戸部侍郎に任じられた。
貞元10年（794年）、起居舎人に転じた。この年のうちに、知制誥を兼ねた。職はもとのまま、駕部員外郎・司勲郎中に転じた。中書舎人となった。貞元17年（801年）冬、本官のまま知礼部貢挙をつとめた。翌年、礼部侍郎に任じられた。戸部侍郎に転じた。元和初年、兵部侍郎・吏部侍郎を歴任し、太子賓客に転じ、再び兵部侍郎となった。元和4年（809年）、太常寺卿に転じた。
元和5年（810年）冬、宰相の裴垍が病に臥せると、徳輿は礼部尚書・同中書門下平章事に任じられ、李藩とともに宰相となった。河中節度使の王鍔が来朝し、同平章事を加官するよう求めてくると、徳輿は李藩に次いで、これを退けるよう求める上奏をおこなった。
元和8年（813年）、徳輿は礼部尚書のまま、宰相から退任した。ほどなく検校吏部尚書として東都留守となり、扶風郡公に封じられた。後に再び太常寺卿に任じられ、刑部尚書に転じた。新刪定格勅30巻を奏上した。元和11年（816年）、検校吏部尚書・山南西道節度使として興元府に出向した。元和13年（818年）8月、病にかかり、長安に帰る許しを得て、その道中に死去した。享年は60。尚書左僕射の位を追贈された。諡は文といった。文集50巻があった。
子の権璩は、中書舎人となった。

## 伝記資料
- 『旧唐書』巻148 列伝第98
- 『新唐書』巻165 列伝第90